# St. Marien (Limburg an der Lahn)

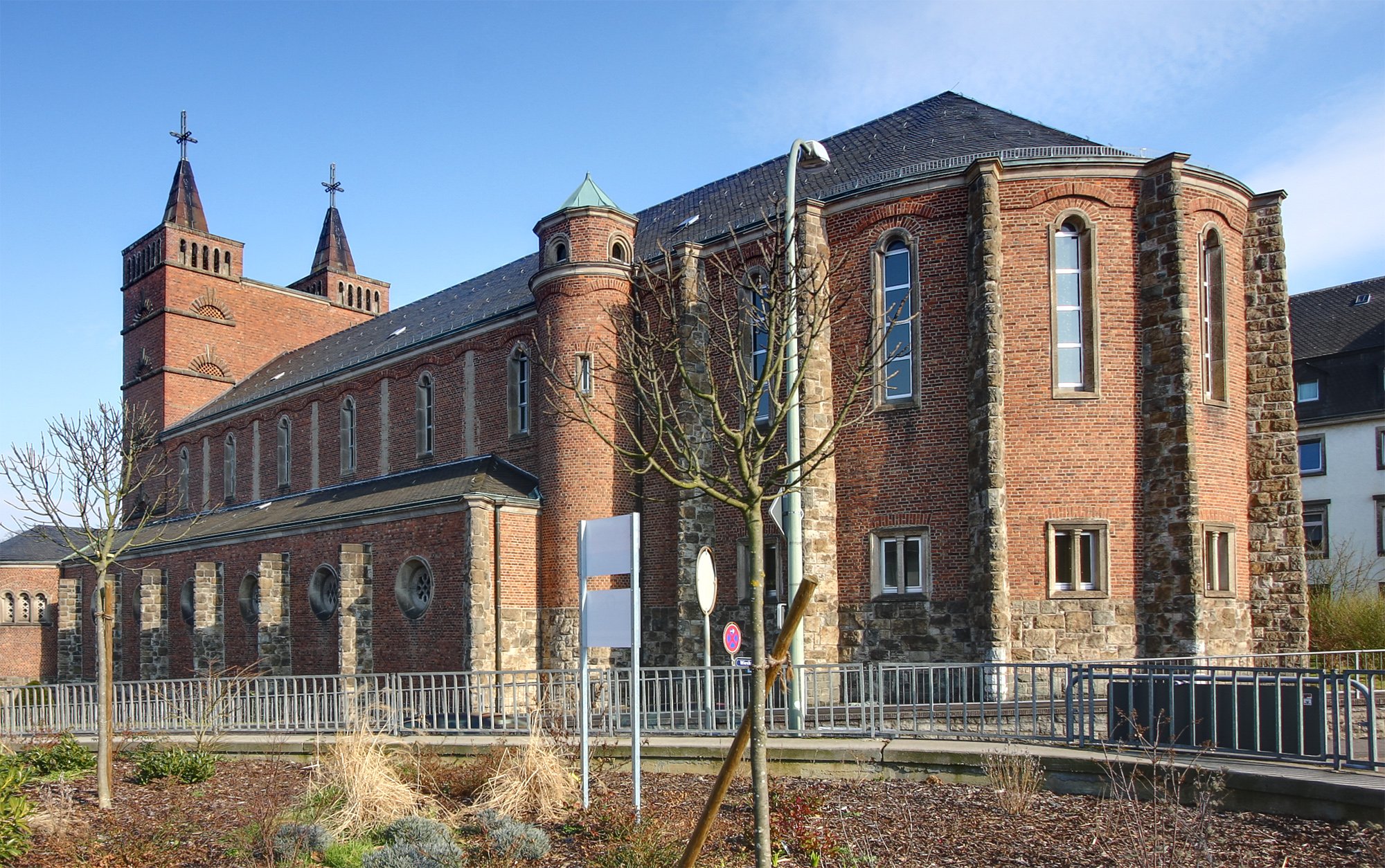
St. Marien von Südwesten

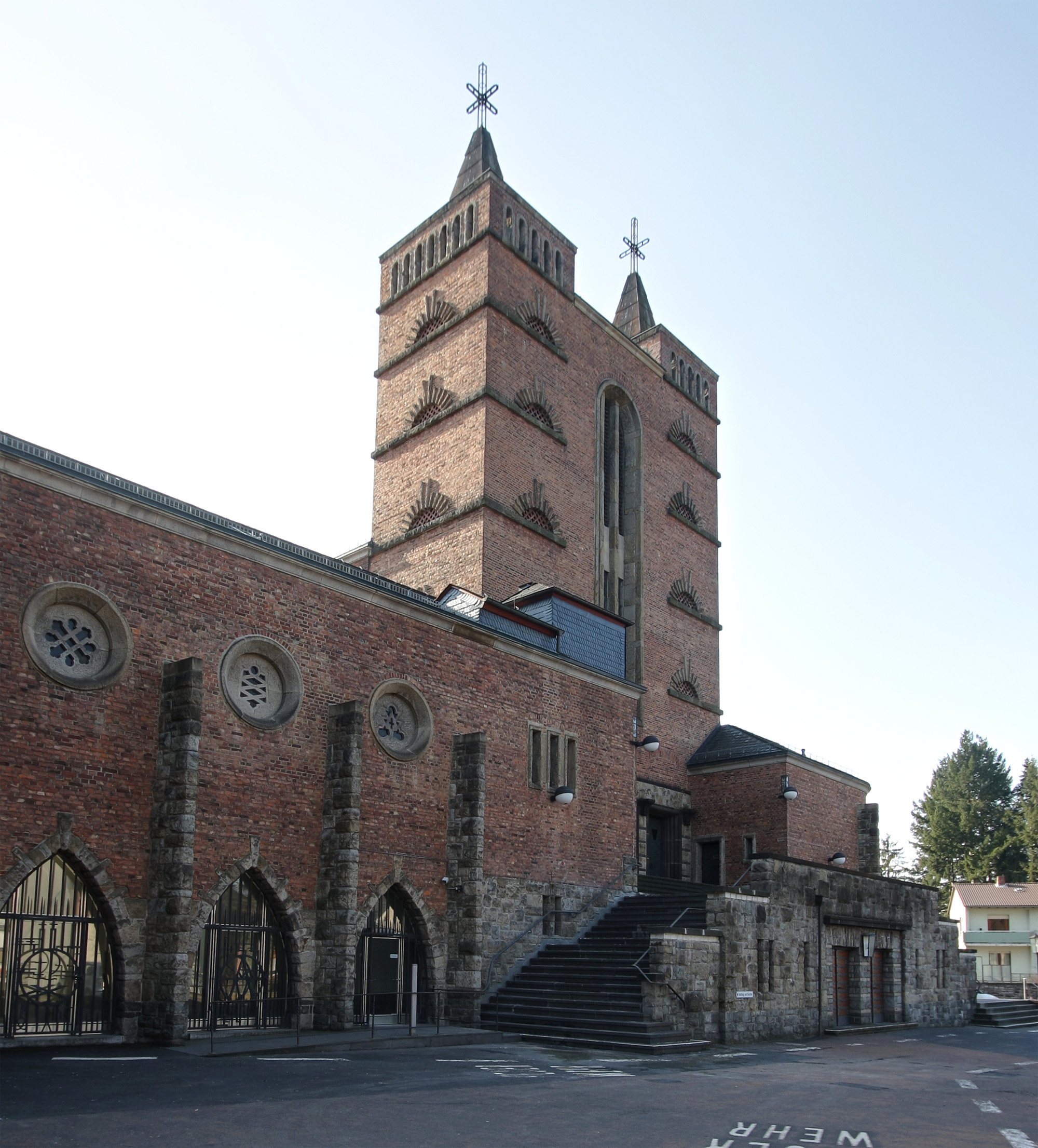
St. Marien von Nordosten

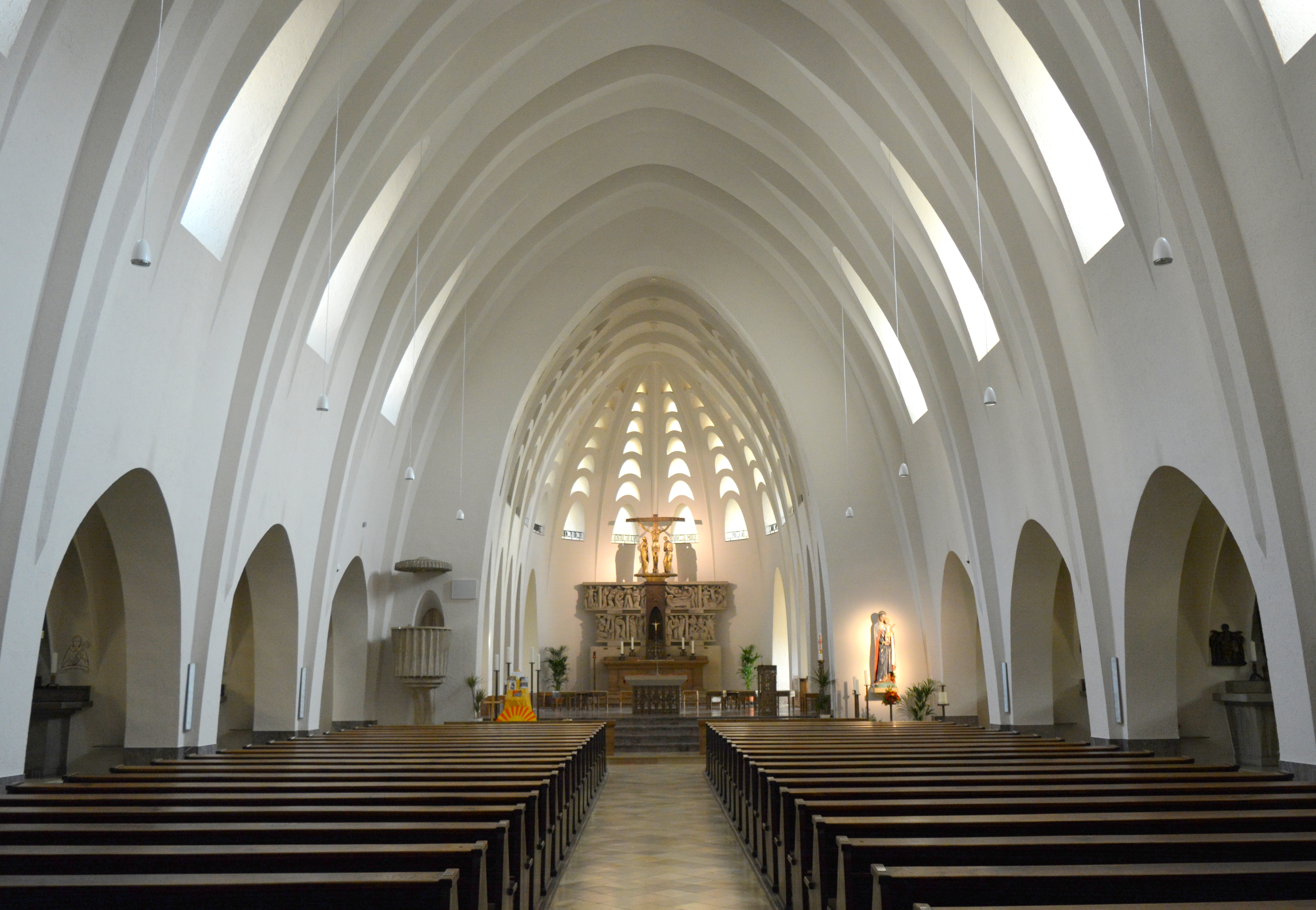
Innenansicht

Die katholische Klosterkirche St. Marien, auch „Pallottinerkirche“ genannt, im Osten der mittelhessischen Stadt Limburg an der Lahn ist Teil des seit 1892 in der Stadt ansässigen Pallottinerklosters.

## Architektur
Unter beachtlicher Eigenleistung der Pallottiner wurde das Kirchengebäude in den Jahren 1925 bis 1927 in expressionistischer Architektur nach Plänen von Jan Hubert Pinand, der von Dominikus Böhm beeinflusst wurde, erbaut. Durch die beiden im Vergleich zur Mächtigkeit der Fassade eher bescheiden angelegten Turmhelme, die zusammen mit der mittigen Öffnung im Turm den Eindruck von zwei Türmen erwecken, wurde bewusst ein Übertrumpfen des Limburger Doms vermieden. Die Öffnung ist zweigeteilt, im unteren Bereich Fenster und im oberen Schallöffnung für das Glockengeläut. Diese Nordostseite ist mit einem romanischen Westwerk vergleichbar. Im Vergleich zu den Limburger Bauwerken des Mittelalters oder aus der frühen Neuzeit ist die Marienkirche vom Stil des frühen 20. Jahrhunderts geprägt.

## Geschichte
Vom Limburger Bischof Kilian wurde die Kirche St. Marien am 2. Oktober 1927 geweiht. Während des Zweiten Weltkriegs drohte die Schließung der Kirche. Dies konnte verhindert werden, indem sie 1944 zur Pfarrkirche erklärt wurde. St. Marien ist wie die gesamte Klosteranlage Kulturdenkmal und bildet mit dieser die denkmalpflegerische Gesamtanlage Frankfurter Straße.